# Trần Ngọc Thuận

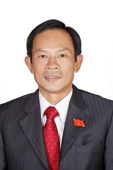

Trần Ngọc Thuận (sinh 26 tháng 11 năm 1960) là đại biểu Quốc hội Việt Nam khóa XIII, thuộc đoàn đại biểu Bình Phước.
Quê quán: Xã Quảng Liên, huyện Quảng Trạch, Quảng Bình
Trình độ chính trị: Cử nhân chính trị
Trình độ chuyên môn: Kỹ sư Cơ khí
Nghề nghiệp, chức vụ (hiện tại): Tổng Giám đốc Tập đoàn Công nghiệp cao su Việt Nam; Chủ tịch Hiệp hội Cao su Việt Nam, Ủy viên Uỷ ban Khoa học, Công nghệ và Môi trường của Quốc hội
Nơi làm việc: Tập đoàn Công nghiệp cao su Việt Nam
Ngày vào đảng: 26/9/1987